# 耶路撒冷聖殿

圣殿

聖殿（希伯來語：בית המקדש），是古代以色列人最高的祭祀場所。在聖殿建成之前，以色列人在會幕中進行祭祀。直到聖殿建成，聖殿隨即成為敬奉上帝的崇拜場所，也成了以色列民族的象徵。歷史上的耶路撒冷曾先後出現兩座聖殿，現已被毀。

## 第一聖殿
在以色列王國時代，第二代國王大衛為建殿的材料作預備，由繼位的國王所羅門在耶路撒冷摩利亞山（圣殿山）興建第一座聖殿。故第一座聖殿又稱所羅門聖殿，聖殿長約30米，寬約10米，高約15米。聖殿落成後，隨即成為朝見神耶和華的敬拜場所，也成了以色列人民族的象徵。直到公元前586年，新巴比倫王國尼布甲尼撒二世摧毀耶路撒冷，聖殿被毀。

## 第二聖殿
公元前539年，波斯帝國推翻了新巴比倫王國。波斯王居鲁士二世頒旨，讓猶太人在公元前537年回耶路撒冷重建聖殿。由於重建過程並不順利，第二座聖殿於公元前515年完工。公元前20年大希律王开始擴建聖殿，历时46年。直至公元70年，猶太人反抗羅馬帝國暴政，引致羅馬的提圖斯將軍率軍圍攻耶路撒冷，結果聖殿被焚毀，僅留下西邊一道圍牆（哭牆）。
焚毀第二聖殿後，羅馬帝國曾在聖殿遺址上蓋一座羅馬的最高神祇朱庇特之神廟，將猶太省改名為巴勒斯坦。公元637年，伊斯蘭教的阿拉伯帝國興起，佔領巴勒斯坦後，在聖殿遺址上興建奧瑪清真寺，在毗鄰處興建阿克薩清真寺。

## 第三聖殿
2001年7月29日，猶太教极端團体“圣殿山忠誠者”在耶路撒冷旧城馬格里布門外的一個停車場舉行簡短儀式，紀念猶太第一和第二圣殿遭到外族毀滅，并象征性地為重建「第三圣殿」舉行奠基儀式。結果奠基儀式引發了又一次以巴衝突，終導致41名示威者和15名以警察受傷，另有27名示威者被捕。

## 現況
第二座聖殿在公元70年被焚毀後，只餘西牆部分。公元691年，西牆成為伊斯蘭教的奧瑪清真寺和阿克薩清真寺的圍墙，聖殿原址現已是伊斯蘭教奧瑪清真寺。而現今的西牆則成為露天的猶太會堂。1981年，西墙，即哭牆，被列入世界文化遺產目錄。

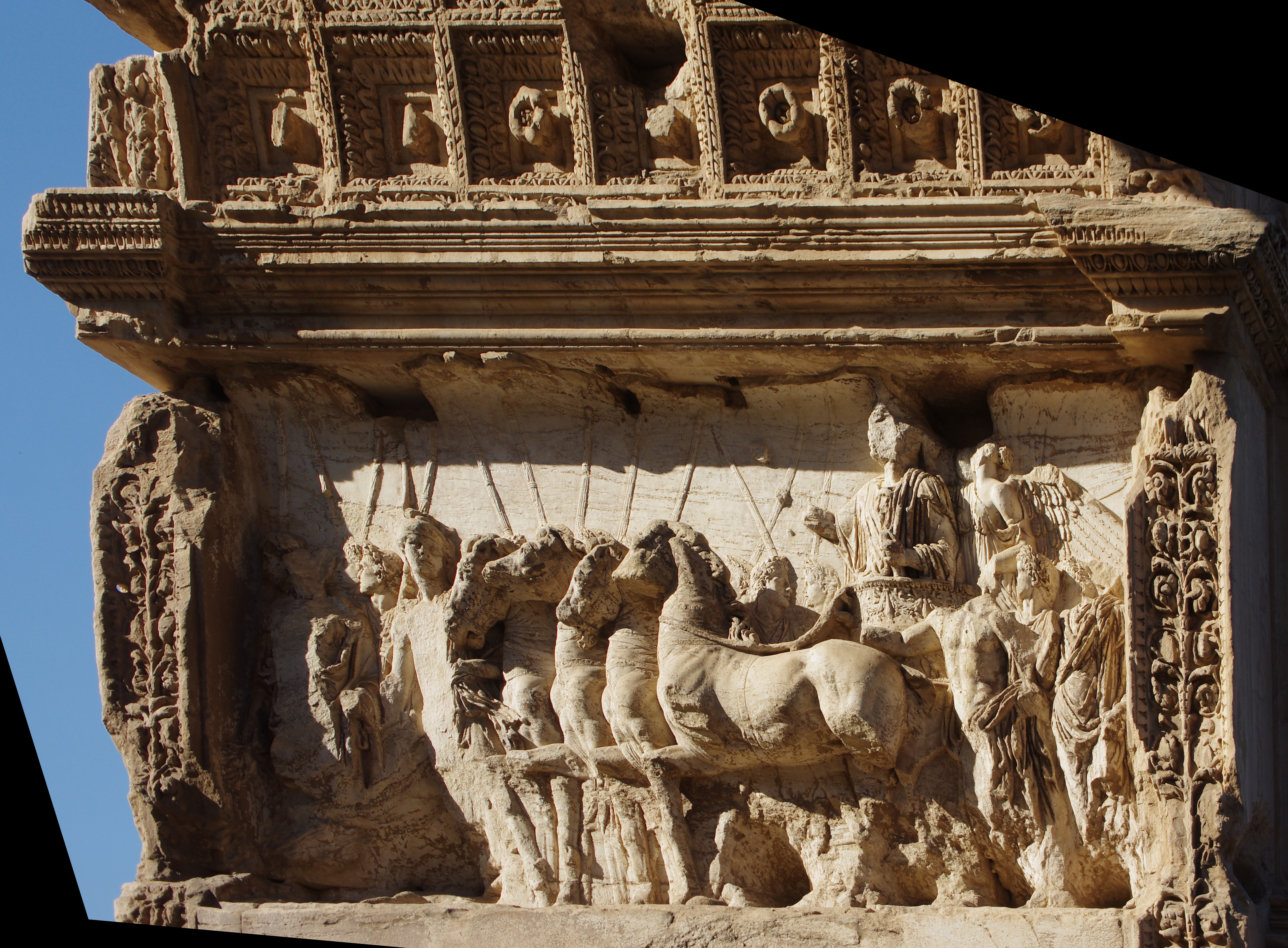
提图斯凯旋门：提图斯作为胜利者的北内浮雕
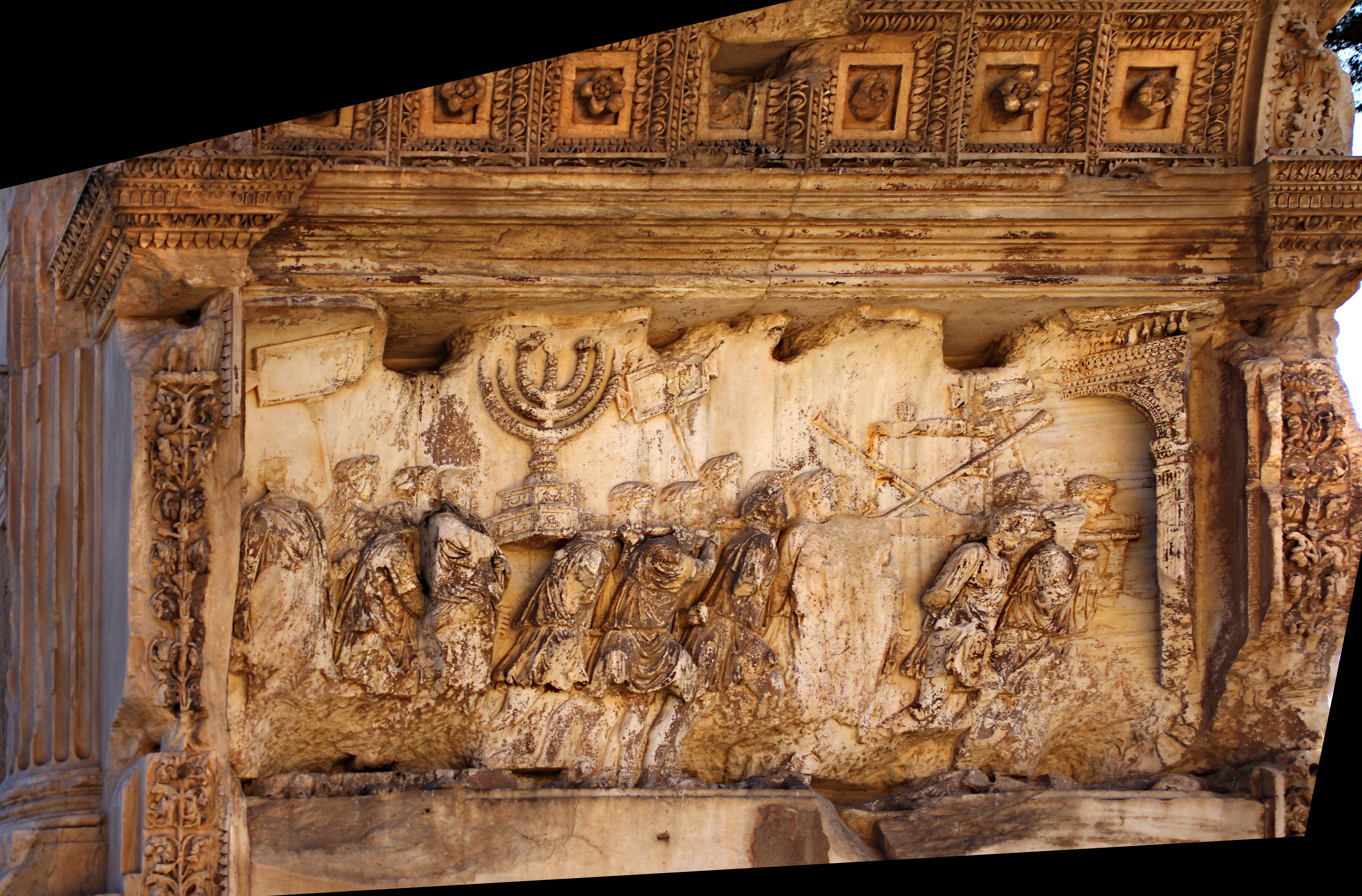
提图斯凯旋门：提图斯凯旋门的细部显示来自耶路撒冷的战利品